# オナル
マルチン・ドネシュ（ポーランド語: Marcin Donesz、1982年12月19日- ）は、ポーランドのラッパー。ステージネームのオナル（Onar）の名で知られる。10代からTJKというグループの一員としてアンダーグラウンドで活動を始め、1997年ワルシャワで開催されたラップ・デイコンサートではRun-D.M.C.の前座を務めた。TJK解散の後、オナルはペゼットと共にプオミエン81を結成し、ソロとしても何枚かのアルバムを製作している。

## ディスコグラフィ

### スタジオ・アルバム
| Osobiście                                                                  | - 発売日: 2004年6月17日 - レーベル: Camey Studio  | —  |
| Pod prąd                                                                   | - 発売日: 2007年10月1日 - レーベル: Konkret Promo | 48 |
| Jeden na milion                                                            | - 発売日: 2009年9月9日 - レーベル: Fonografika    | —  |
| Dorosłem do rapu                                                           | - 発売日: 2011年11月18日 - レーベル: Step Records | 34 |
| Przemytnik emocji                                                          | - 発売日: 2012年11月6日 - レーベル: Step Records  | 7  |
| Autodestrukcja                                                             | - 発売日: 2014年10月18日 - レーベル: Superelaks   | 17 |
| Zachrypnięte gardło                                                        | - 発売日: 2016年11月4日 - レーベル: Superelaks    | 18 |
| "—" はチャートにランクインしなかったもの。あるいはその地域で未発売のもの。 |                                                   |    |

### コラボレーション作品
| Superelaks (with O$ka)                                                     | - 発売日: 2001年8月31日 - レーベル: R.R.X.             | 20 | - POL: 9,000+  |                 |
| Wszystko co mogę mieć (with O$ka)                                          | - 発売日: 2003年3月3日 - レーベル: Warner Music Poland | 23 |                |                 |
| Nowe światło (with Miuosh)                                                 | - 発売日: 2013年10月18日 - レーベル: Step Records      | 2  | - POL: 15,000+ | - POL: ゴールド |
| "—" はチャートにランクインしなかったもの。あるいはその地域で未発売のもの。 |                                                        |    |                |                 |